# Mesolecanium lucidum
Mesolecanium lucidum är en insektsart som beskrevs av Hempel 1912. Mesolecanium lucidum ingår i släktet Mesolecanium och familjen skålsköldlöss. Inga underarter finns listade i Catalogue of Life.